# Limnochromis auritus
Limnochromis auritus – gatunek słodkowodnej ryby okoniokształtnej z rodziny pielęgnicowatych (Cichlidae). Obecnie (2023) uznawany za jedynego przedstawiciela rodzaju Limnochromis.
Jest endemitem jeziora Tanganika w Afryce Wschodniej, występuje też w deltach uchodzących do tego jeziora rzek. Bywa hodowany w akwariach. Długość ciała do 13 cm.